# Ludwig Enneccerus

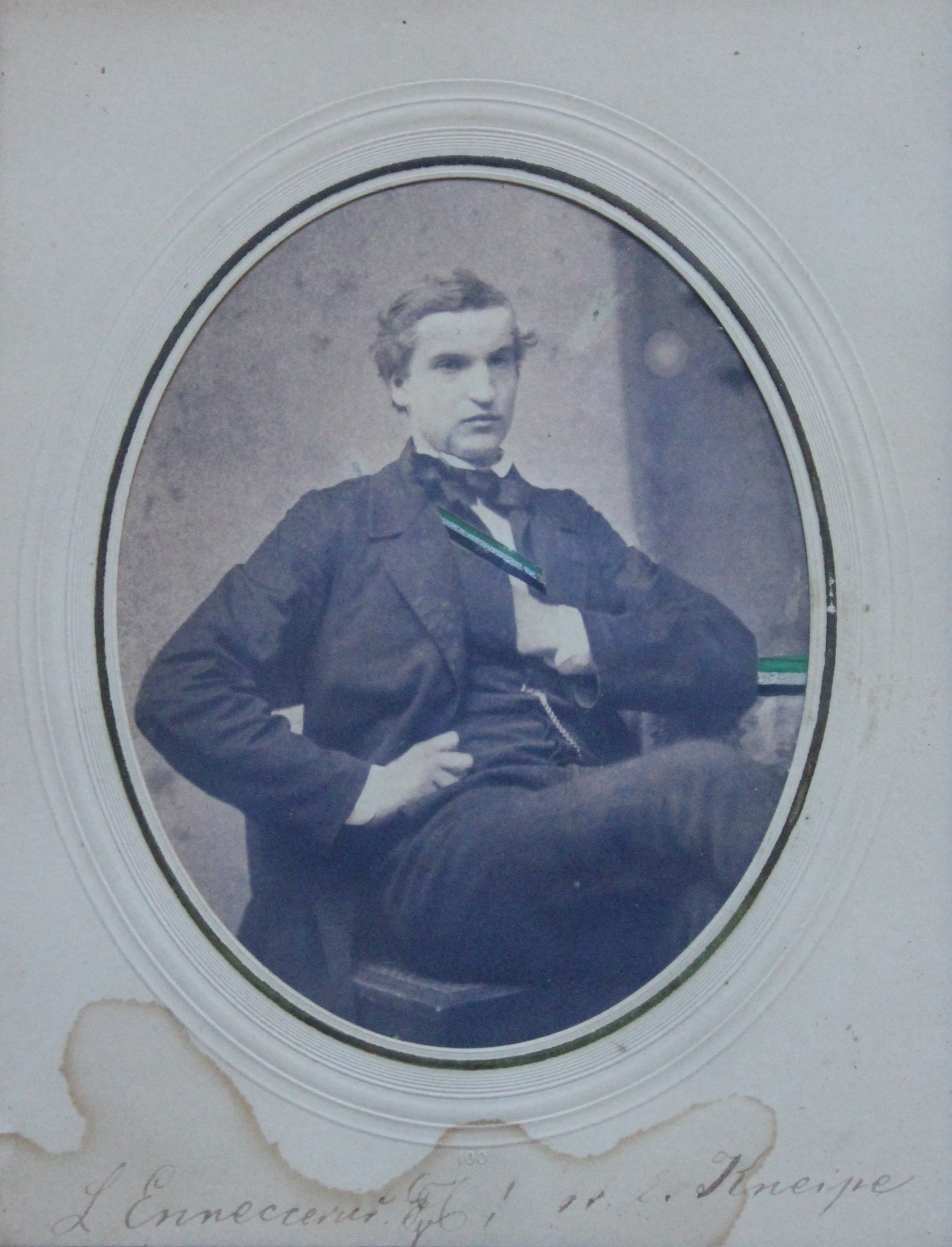
Ludwig Enneccerus

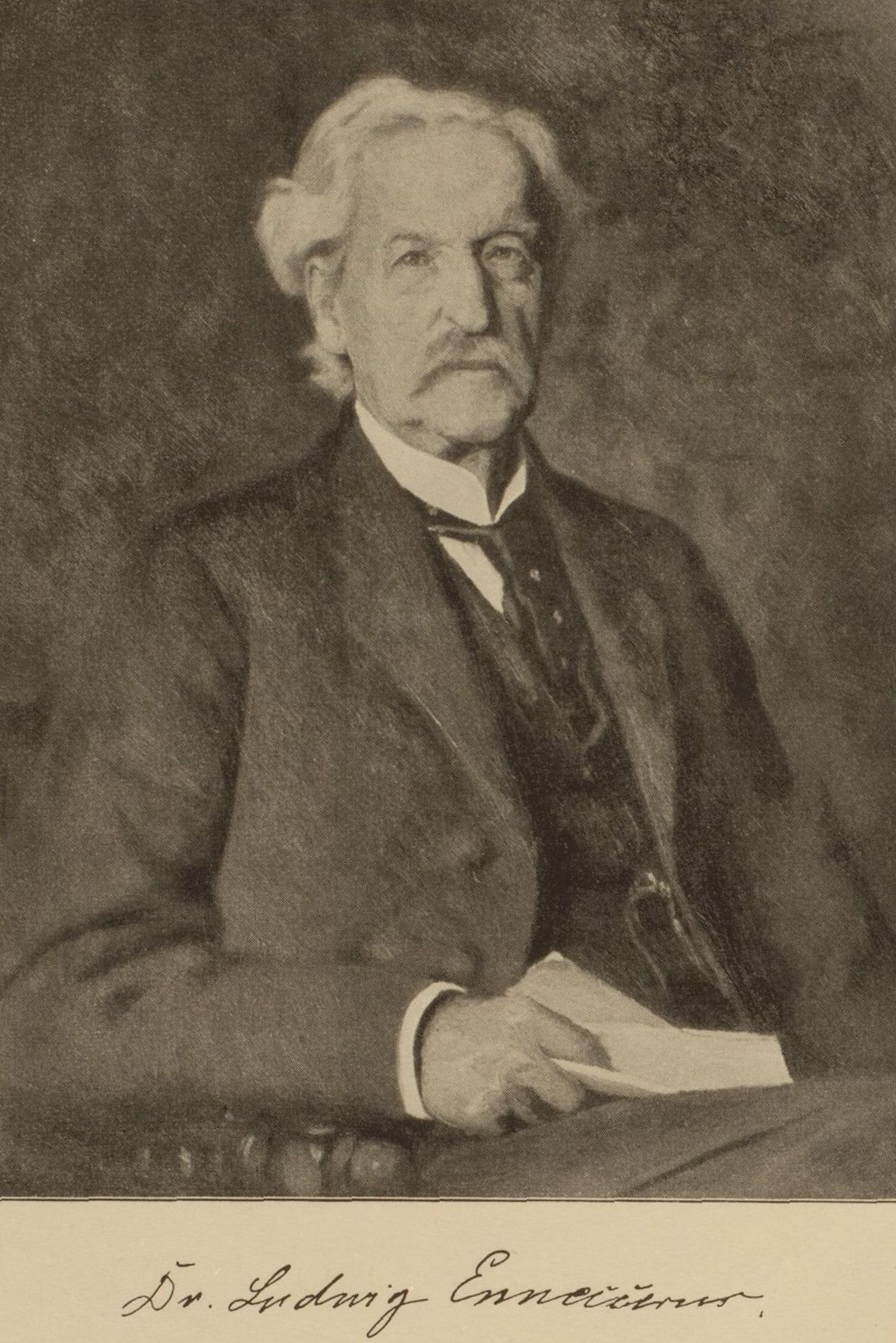
Ludwig Enneccerus, Gemälde von Carl Bantzer

Ludwig Enneccerus [ˈluːtvɪk ɛnɛkˈtseːrʊs], vollständiger Name Karl Martin Ludwig Enneccerus (* 1. April 1843 in Neustadt am Rübenberge; † 31. Mai 1928 in Marburg), war ein deutscher Rechtswissenschaftler. Als nationalliberaler Abgeordneter saß er im Reichstag.

## Leben
Enneccerus besuchte das Gymnasium in Hannover bis Ostern 1860. Nach dem Abitur ging er nach Italien, wo er sich dem Freikorps von Garibaldi anschloss. Er studierte Rechtswissenschaft an der Georg-August-Universität Göttingen und wurde 1861 im Corps Hildeso-Guestphalia Göttingen aktiv. Enneccerus wurde 1868 zum Dr. iur. promoviert. Im Jahr 1872 wurde er zum Professor der Rechte in Göttingen ernannt. Ab 1873 lehrte er an der Philipps-Universität Marburg. Für das akademische Jahr 1881/82 wurde er zum Rektor gewählt.
Sein Schwerpunkt war das Römische Recht. Nach der Jahrhundertwende kam auch Bürgerliches Recht hinzu. Über 25 Jahre war Enneccerus Vertrauter von Friedrich Althoff. Enneccerus’ Tochter Gertrud (* 1873 in Marburg) war mit Otto von Buengner verheiratet.

### Politik
Neben seiner wissenschaftlichen Arbeit betätigte sich Enneccerus auch politisch. Er war ein stark von der Erfahrung der Reichsgründung geprägter nationalliberaler Politiker. 1882 bis 1898 gehörte er als Abgeordneter des Wahlkreises Regierungsbezirk Kassel 3 (Stadtkreis Kassel) dem Preußischen Abgeordnetenhaus an und trat dort als aktiver Parlamentarier in Erscheinung. Von 1887 bis 1890 sowie von 1893 bis 1898 war er zudem als Abgeordneter des Reichstagswahlkreis Großherzogtum Oldenburg 1 (Oldenburg – Fürstentum Lübeck – Birkenfeld) Mitglied des Reichstages. Im Reichstag war er 1896 am abschließenden Gesetzgebungsverfahren zum Bürgerlichen Gesetzbuch (BGB) maßgeblich beteiligt.

### Juristisches Werk

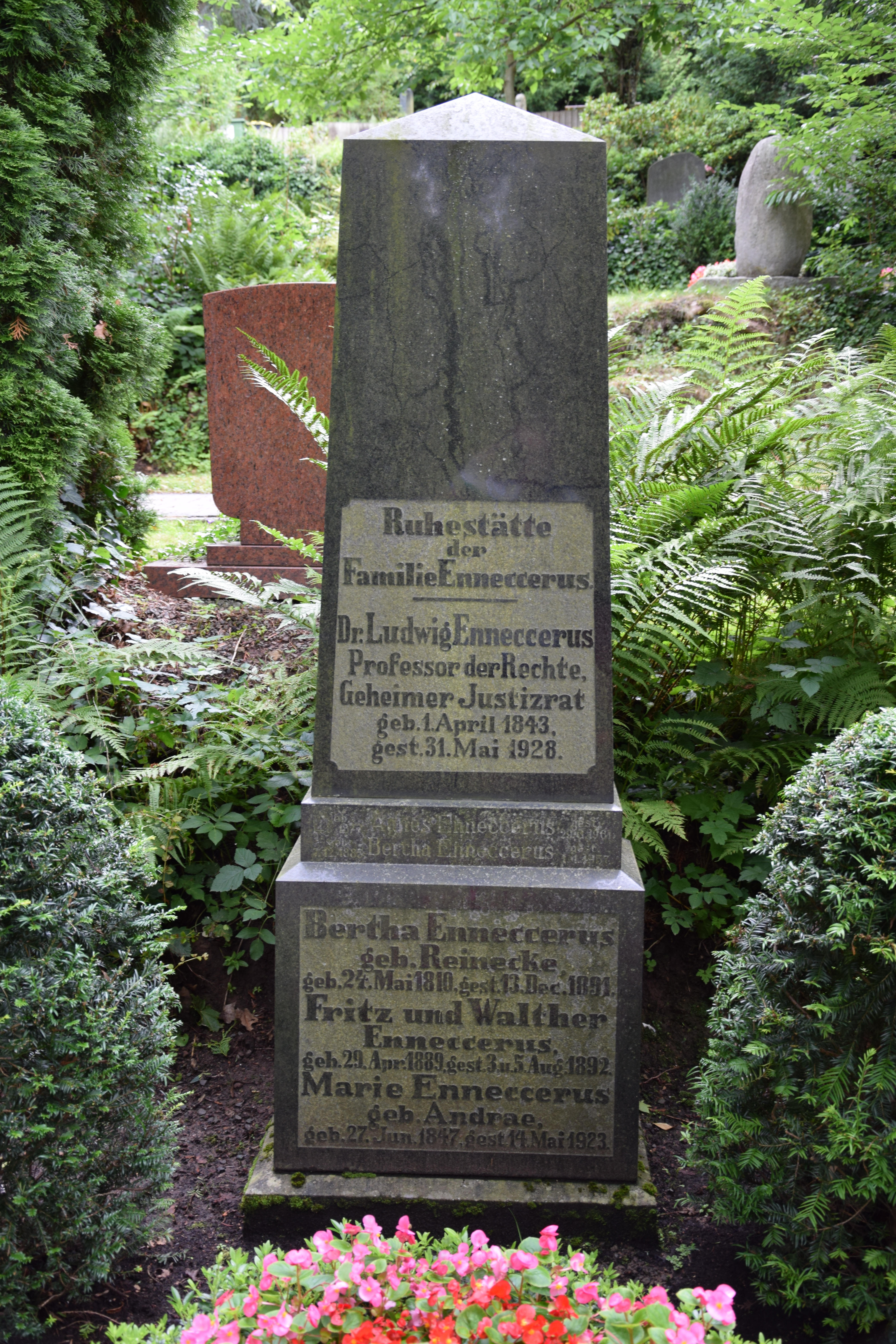
Grab von Ludwig Enneccerus auf dem Marburger Hauptfriedhof (2017)

Er verfasste eines der bekanntesten Lehrbücher zum BGB, den von Hans Carl Nipperdey später fortgeführten „Enneccerus/Nipperdey“. Ferner schrieb er über das Höferecht für Hessen. 
- Lehrbuch des Bürgerlichen Rechts, Marburg 1904 ff.
  - Band 1, Teil 1: Einführung und allgemeiner Teil
  - Band 1, Teil 2: Recht der Schuldverhältnisse
  - Band 2, Teil 1: Recht der Schuldverhältnisse
  - Band 2, Teil 2: Recht der Schuldverhältnisse
- Tratado de derecho civil (spanisch)
- Die L. 57 D. mandati und die actio Publiciana rescissoria. 1926.